# 海賊戰隊豪快者 The Movie 飛天幽靈船
《海賊戰隊豪快者 The MOVIE 飛天幽靈船》（日文：海賊戦隊ゴーカイジャー THE MOVIE ソラトブ幽霊船），是東映於日本時間2011年8月6日上映，並同時推出2D及3D版本的電影作品。為《超級戰隊系列》《海賊戰隊豪快者》的劇場版作品。
與《假面騎士系列》的《假面騎士OOO》獨立劇場版《劇場版 假面騎士OOO WONDERFUL 將軍與21枚核心硬幣》同時上映。

## 劇情
某日，地球的天空上出現了一艘神秘的巨大幽靈船，據說船內藏了一項稀世祕寶「神之眼」。
瑪貝拉斯和豪快者成員們為了奪得「神之眼」而冒險地闖入幽靈船內，然而，這一切卻是以奪取生物能源為目的的幽靈船長「Lose Dark」所設下的圈套。
掉入幽靈船內不思議空間的豪快者們，卻遭到歷代戰隊系列怪人及戰鬥員的亡魂襲擊。

## 登場人物
海賊戰隊豪快者
| 演員     | 角色                           | 代號     | 台配   |
| -------- | ------------------------------ | -------- | ------ |
| 小澤亮太 | 瑪貝拉斯船長 Captain Marvelous | 豪快紅   | 孟慶府 |
| 山田裕貴 | 喬·基布肯 Joe Gibken           | 豪快藍   | 蔣鐵城 |
| 市道真央 | 露卡·米爾菲 Luka Millfy        | 豪快黃   | 連思宇 |
| 清水一希 | 東·多格伊亞 Don Dogoier        | 豪快綠   | 賈文安 |
| 小池唯   | 艾姆·德·法蜜由 Ahim de Famille | 豪快粉紅 | 穆宣名 |
| 池田純矢 | 伊狩鎧 Ikari Gai               | 豪快銀   | 喬資淯 |

### 歷代作品客串演出
代理商亞布雷拉（エージェント・アブレラ，中尾隆聖聲）
《特搜戰隊刑事連者》中的宇宙惡毒武器商人。率領著超環面人、X面人、尖錐面人等機人軍團襲擊豪快者。
歷代戰鬥員
被歷代超級戰隊所打倒，滿懷怨念和遺憾成為鬼魂，並自稱「邪惡菁英」的34名戰鬥員。
- 佐爾德（黑十字軍）
- 克萊瑪（犯罪組織克萊姆）
- 攔截者（秘密結社艾格斯）
- 達斯特拉（貝達一族）
- 機械人（機械帝國黑岩漿）
- 迷彩兵馬達拉人（暗黑科學帝國死亡黑暗）
- 小尾兵（邪進化帝國）
- 機甲克隆（新帝國Gear）
- 希多拉兵（大星團哥茲魔）
- 蟲兵戰士佐洛（改造實驗帝國滅斯）
- 安格拉兵（地底帝國丘布）
- 機械士兵壬魔（武裝頭腦軍伏特軍團）
- 烏拉兵（暴魔百族）
- 巴茨拉兵（銀帝軍Zone）
- 克力納姆兵（次元戰團拜拉姆）
- 哥雷姆兵（潘多拉一族）
- 庫托波托羅（豪魔族）
- 多羅多羅（妖怪軍團）
- 巴羅兵（機械帝國巴拉諾亞）
- 瓦巴士兵（綠 / 宇宙暴走族爆走客）
- 克涅克涅士兵（邪電王國扭曲雷西亞）
- 海盜兵亞多多（宇宙海盜巴魯邦）
- 唆使魔兵因普思（災魔一族）
- 廢鐵機械人傑尼多（金色 / 洗錢幫）
- 歐魯凱特（變異人）
- 下忍瑪格拉帕（宇宙忍群邪暗者）
- 巴米亞士兵（侵略之園艾瓦里安）
- 機化人（亞布雷拉）
- 冥府兵索比爾（地底冥府陰非路西亞）
- 卡斯（哥德姆文明）
- 臨屍（臨獸殿）
- 蠻機兵鎢加（蠻機族）
- 無名眾（外道眾）
- 魔蟲兵比比（惡魂）

棒球假面（やきゅうかめん，永井一郎聲）
《秘密戰隊五連者》中曾為隸屬於黑十字軍的假面怪人。，言行滑稽，但講求公正的戰鬥。在豪快者變身為五連者後，感動地哭了。
G3 Princess（G3プリンセス，逢澤莉娜、杉本有美、及川奈央）
《炎神戰隊轟音者》中的歌唱團體，在和棒球假面進行投打對決時，變化為赤連者的瑪貝拉斯所投出的球中冒出的三位啦啦隊女孩。成功戲弄了棒球假面。

### 本作原創角色
幽靈船長羅斯達克（ロスダーク，內海賢二聲）
擁有征服全宇宙的野心的幽靈船船長。
合體戰鬥員
以《侍戰隊真劍者》的敵方戰鬥員外道眾為中心，再與被歷代超級戰隊擊敗的戰鬥員共34隻合體後的超級型態。全身上下都有著清楚的34位戰鬥員的面孔。由於34人皆各有其意識，行動和思想完全無法統一，互相爭執的畫面讓艾姆感覺是在跳舞。
幽靈船的守寶幽靈
在豪快者上到幽靈船後，大聲歌唱的活潑幽靈們。自稱「寶物守護者」，卻完全沒注意到將寶物所在處說溜嘴的事。它們的口頭禪為「幽靈嘻~」。因幽靈的關係，不因攻擊而受傷。
三名聲優分別為《秘密戰隊五連者》和《海賊戰隊豪快者》的主題曲演唱人，堪稱是夢幻級的共同演出。　
加茨（ガツン，佐佐木功聲）
帶著犄角頭盔的幽靈。曾以親吻臉頰嚇唬博士。
帕奇（パチン，松原剛志聲）
獨眼幽靈。嚇唬露卡和博士。
貝隆（べロン，堀江美都子聲）
特徵為頭上有著火炎形狀的頭髮。曾掀起艾姆的裙子偷窺，被瑪貝拉斯一腳踩下。

## 戰力
神之眼
本作的關鍵寶物。具有實現任何人任何願望之能力的傳說秘寶。
幽靈船
本作故事的主要場景。相傳船上有著秘寶「神之眼」，寄宿著迷失宇宙間的魂魄的傳說之船。以帆船形式呈現，船身比豪快帆船要大上數倍。
偽豪快王
羅斯達克所操縱的巨大機器人。酷似豪快王，僅有獨眼、披風、左手的鉤爪以及胸、肩上的標誌有所差異。故事開端和豪獸神戰鬥，結尾則和豪快王開戰。
艾姆曾於劇中說出「盜版的海賊可是侵害著作權呢!」

## 製作團隊
- 原作 - 八手三郎、石之森章太郎
- 製作 - 鈴木武幸、平城隆司、高橋浩
- 企劃 - 遠藤茂行、桑田潔、日達長夫、篠田芳彦、松田英史、垰義孝
- 製片人 - 宇都宮孝明・大森敬仁（東映）、佐佐木基（tv asahi）、矢田晃一・深田明宏（東映Agency）
- 執行製片 - 杉山登（tv asahi）、加藤和夫（東映）
- 導演 - 渡邊勝也
- 腳本 - 荒川稔久
- 音樂 - 山下康介
- 動作導演 - 竹田道弘
- 特攝導演 - 佛田洋
- 攝影 - 大澤信吾
- 燈光 - 柴田守
- 美術 - 大谷和正
- 錄音 - 傳田直樹
- 剪接 - 佐藤連
- 編劇 - 涉谷康子
- 混音 - 小林喬
- 助理導演 - 荒川史繪
- 製作擔當 - 小林智裕
- 視覺效果 - 沖滿
- 角色設計 - 韮澤靖、篠原保、K-SuKe
- 代製片 - 望月卓
- 製作商 - 東映電視
- 製作 - 劇場版「OOO・豪快者」製作委員會
- tv asahi・東映・東映VIDEO・東映動畫・ADK・東映Agency・萬代
- 配給 - 東映

## 音樂
劇場版首次不啟用主題曲，演職員名單直接嵌於劇情片段。
- 「海賊戦隊ゴーカイジャー」

作詞：岩里祐穗 / 作曲：持田裕輔 / 編曲： Project.R （籠島裕昌） / 歌：松原剛志（Project.R） / コーラス：ヤング・フレッシュ、Project.R
- 「ないしょのユーレイヒー」

作詞：荒川稔久 / 作曲・編曲：山下康介 / 歌：ささきいさお、堀江美都子、松原剛志
ゲスト出演した3人が歌う本作オリジナルの歌。

## 連結
- 東映劇場版製作委員會

1. ↑  台灣是指木棉花在各大網路平台上架的日期。